# دیو گیلبرت (بازیکن فوتبال)
دیو گیلبرت (انگلیسی: Dave Gilbert؛ زادهٔ ۲۲ ژوئن ۱۹۶۳) بازیکن فوتبال اهل بریتانیا است.
از باشگاه‌هایی که در آن بازی کرده‌است می‌توان به باشگاه فوتبال وست برومویچ آلبیون، باشگاه فوتبال یورک سیتی، باشگاه فوتبال لینکولن یونایتد، باشگاه فوتبال اسکانتورپ یونایتد، باشگاه فوتبال لینکولن سیتی، باشگاه فوتبال گریمزبی تاون، باشگاه فوتبال بوستون یونایتد، باشگاه فوتبال اسپالدینگ یونایتد، باشگاه فوتبال گرنثم تاون، و باشگاه فوتبال نورث‌همپتون تاون اشاره کرد.